# 柯日新
柯日新，明朝政治人物。陝西承宣佈政使司平涼縣（今屬甘肅）人。
出身不詳。洪武初年（1368-1370年代），官軍平定湖南，命爲湖廣承宣佈政使司蒲圻縣（今屬湖北省赤壁市）知縣。